# Šunkový nářez
Šunkový nářez (v novém překladu též jako Jelito, anglicky Ham on rye, 1982) je jedna z knih amerického spisovatele Charlese Bukowského.
Název je slovní hříčkou, která má několik rovin. Jednak odkazuje na tehdy typickou školní svačinu chudých dětí, šunku v žitném sendviči, čímž prý Bukowski zároveň vyjadřoval i svůj tísnivý životní pocit v područí rodičů. Dále jde o ironickou narážku na autorovo opilectví ("rye" coby žitná) a neumělý, přehnaně expresivní styl ("ham" znamená přehánět a přehrávat). A konečně se jedná i o literární narážku na román Kdo chytá v žitě (anglicky: Catcher in the Rye) amerického spisovatele Jerome Davida Salingera.
Autor v knize popisuje dětství a mládí autobiografické postavy Henry Chinaskiho. Tato postava se objevuje i v mnoha dalších Bukowského dílech. Příběh se nijak neodchyluje od linie, Bukowského styl je jednoduchý, přímý, lehce identifikovatelný.
Česky knihu vydalo nakladatelství Pragma v roce 1995, v novém překladu pak Argo v roce 2016.

## Děj
Henry Chinaski neměl snadné dětství. Dalo by se říct - a možná by to bylo výstižnější - Henry Chinaski dětství vůbec neměl. Despotický otec mu od raného věku hrubým způsobem vštěpoval své pokřivené hodnoty, matka se jej nedokázala zastat, neboť co řekl otec, bylo více než svaté. A tak si malý Henry postupem času začínal uvědomovat svůj odpor k oběma rodičům.
Život v naprosté chudobě byl skličující. Nezaměstnaných bylo mnoho. Jednoho dne ztratil práci i Henryho otec, který ovšem nedokázal přijmout myšlenku, že by na tom byl stejně jako jeho sousedé, kterými pohrdal, a tak každé ráno vyjížděl do fiktivního zaměstnání a odpoledne se vracel. Henry začal mezitím chodit do školy, a hned se stal neoblíbeným mezi krutými spolužáky. Ne však vlastní vinou, ale vinou jejich omezené nenávisti a hlouposti. Čelí jim i nepřízni učitelů se zarputilostí sobě vlastní. Jedinou útěchou mu dokáže být sport, pro který má vlohy, cítí to v sobě, ale není mu dopřáno zúčastňovat se utkání a on o to za každou cenu nestojí.
Léta ubíhají, rvaček a šarvátek neubývá, Hank (Henry) se seznamuje s pitím a zjistí, že je to pro něj pozitivní věc, jediná, která dokáže přebít prázdnotu a zmar každodenního života. Líbí se mu dívky, ale ví, že jsou pro něj nedosažitelné. Ve svém postoji nedokáže dát záminku ke sblížení.
Promoce, Henry opouští školu a otec jej přinutí hledat si zaměstnání. To se mu bez valného nadšení podaří. Tady se seznamuje s nadřazeností zaměstnanců, kteří se domnívají, že zastávají důležitou funkci ve firmě, která je zřejmě činí dokonalými, i když jsou jen prodavači. Nevydrží tam dlouho, a tak jej otec pošle dál na školu, protože je to podle jeho názoru menší zlo, než kdyby zůstal doma. Ale Henrymu se doma ve svém pokoji líbí, rád leží na své posteli, je vděčný za každou chvilku soukromí, kdy nemusí nikoho vidět. Situace se obrátí v momentě, kdy otec najde v šuplíku několik Henryho povídek, které se mu zdají nevkusné. Vyháže mu je z okna i s ostatními věcmi a tím ho vyhazuje z domu. Henrymu, který už ztratil respekt z otce, se to nepříčí. Posbírá si své věci a odchází do podnájmu o pár bloků dál.
Nic se nemění, život je pořád stejně nudný. Všechno na světě se opakuje pořád dokola. Samotář touží po svém klidu, kterého se mu nedostává ani v podnájmu. Vždy se najde člověk, který se jej snaží o něj okrást, a jakmile mu Chinaski „zkope prdel“, hned se objeví další. Jako by stáli ve frontě.
"Stáhni si kalhoty a trenky," řekl.

Neposlechl jsem ho. Natáhl ke mně ruku, škubnutím mi rozepnul pásek, pak kalhoty a strhl je dolů. Pak mi stáhl trenky. Řemen dopadl. Bylo to stejné, stejná rána, stejná bolest.

"Takhle jednou svou matku zabiješ!" zařval.

Uhodil mě znovu. Ale slzy stále nepřicházely. Oči jsem měl podivně suché. Myslel jsem na to, že ho zabiju. Musí přece existovat způsob, jak ho zabít. Za pár let bych ho umlátil k smrti. Ale chtěl jsem ho teď. Nebyl nic moc silný. Museli mě adoptovat. Uhodil mě znovu. Bolest jsem stále cítil, ale strach zmizel. Řemen opět dopadl. Místnost už nebyla rozmazaná. Všechno jsem viděl zcela jasně. Zdálo se, že můj otec tu změnu postřehl a začal mě řezat silněji, znovu a znovu, ale čím víc mě bil, tím méně jsem toho cítil. Téměř jako by to on byl ten bezmocný.

Něco se stalo, něco se změnilo. Můj otec přestal, odfukoval, a já zaslechl, jak věší řemen zpět na háček. Kráčel ke dveřím. Otočil jsem se.

"Hej," řekl jsem.

Otec se obrátil a podíval se na mě.

"Jestli ti to udělá dobře," pověděl jsem mu, "tak mi ještě přidej."